# あやしいわーるどメイソ掲示板
あやしいわーるどメイソ掲示板（あやしいわーるどメイソけいじばん）とは、あやしいわーるど電子掲示板群の内の一つである。略称は「メイソ」。

## 概要
現存するあやしいわーるど系掲示板のなかで最も古くから存在する掲示板である。1998年9月6日のログが残っており、このことは同年9月3日にあやしいわーるど創設者の芝雅之（ハンドル「しば」）があやしいわーるどの閉鎖を表明した直後にこの掲示板が開設されたことを示している。設立直後は「あやしいわーるど＠治」という名称であったが、まもなく「あやしいわーるどメイソ掲示板」と変更された。なお、この名称は芝雅之（ハンドル「しば」）の管理した最後のあやしいわーるど「あやしいわーるどメイン掲示板」のパロディである。
設立当初から書き込み数は少なく、あやしいわーるどのメイン級掲示板となったことは一度としてない。

## 管理人
開設から現在に至るまでこの掲示板の管理人は、ハンドルネーム「治」である。
治はしば時代のあやしいわーるどメイン掲示板で「ﾄｶ㌧㌧」と脈絡のない書き込みを行っていたことで知られる。この「ﾄｶ㌧㌧」は太宰治の小説「トカトントン」を半角カナと単位の記号である「㌧」を使って表現したものである。ハンドルネームの「治」も太宰治の名前をとっており、後述する掲示板の名称（虚構の春）や、お知らせ用ページの名称（如是我聞）に見られるように太宰治の作品名を流用することが多い。治は青空文庫に収録されている「トカトントン」の入力者でもある。

## 名称の変遷
あやしいわーるどメイソ掲示板はその歴史の中で度々その名称を変更している。なかでも「虚構の春メイソ掲示板™」の名称は7年弱使用された。この時期あやしいわーるどの名称を使用しなかったのは、あやしいわーるど管理人であった芝雅之（ハンドル「しば」）と、「アリス・リデル」というハンドルネームのハッカーが対立した結果、両者よりあやしいわーるど系掲示板に対して「あやしいわーるどの名称を使わないように」との要請があったためである。
- あやしいわーるど＠治 (1998年 9月 6日～1998年 9月2?日)
- あやしいわーるどメイソ掲示板 (1998年 9月2?日～1998年12月 9日)
- あやしいわーるどメイソ掲示板™ (1998年12月 9日～1999年 1月25日)
- 虚構の春メイソ掲示板™ (1999年 1月25日～2005年 9月17日)
- あやしいわーるどメイソ掲示板™（2005年 9月17日～現在）

## サーバーの変遷
あやしいわーるどメイソ掲示板はサーバー会社による削除、サーバー会社のサービス終了などにより度々URLを変更している。
メイソ掲示板輝かしい削除の歴史
- ハイパー： http://osamu.hypermart.net/
- インタQ： http://cgi.members.interq.or.jp/jupiter/osamu/cgi-bin/bbs.cgi (? - 1998/10/29)
- ali： http://w13.ali.co.jp/~osamu666/bbs.cgi (1998/10/29-1998/12/29)
- fiberia： http://home.fiberia.com/fe034acdff098345bd003ecf09a0b6/osamu69/bbs.cgi (1998/12/29-1999/1/25)
- ahope： http://www.org1.com/~osamu/bbs.cgi (1999/1/25 - 2005/9/13)
- XREA： http://meiso.s147.xrea.com/bbs.cgi（2005/9/14 - 現在）

## 参考資料
1. ↑  如是我聞（お知らせページ)